# Giugliano (metropolitana di Napoli)
Giugliano è una stazione della linea Napoli-Giugliano-Aversa (detta anche linea Arcobaleno o linea 11) della metropolitana di Napoli.

## Storia
I lavori per la tratta comprendente la stazione di Giugliano iniziarono per la prima volta negli anni 1980, ma rimasero a lungo abbandonati fino alla ripresa ufficiale il 20 maggio 2003. Per la sua realizzazione è stato necessario abbattere tre edifici abusivi situati in via Rocco Scotellaro a Giugliano, l'ultimo dei quali è stato demolito nel 2004.
La stazione venne poi progettata nel 2006 dall'architetto Sandro Raffone e venne, infine, attivata il 24 aprile 2009 insieme alla tratta Mugnano-Aversa Centro. Inizialmente era gestita da MetroCampania NordEst (di cui è rimasta la grande scritta all'ingresso) che nel 2012 venne poi incorporata nell'Ente Autonomo Volturno.

## Strutture e impianti
L'impianto è localizzato nella zona delle Colonne di Giugliano, non distante dal cosiddetto rione GESCAL, in un'area prossima a quella in cui fra il 1882 e il 1959 sorgeva la corrispondente stazione di diramazione della tranvia Napoli-Aversa/Giugliano.
La stazione è lunga circa 112 metri ed è caratterizzata dal colore azzurro. Dispone di due uscite, entrambe su via Colonne. All'interno e all'esterno sono presenti alcune installazioni artistiche, come delle statuine, uno specchio a griglia con la scritta "GAME OVER" e delle rappresentazioni di una tastiera elettronica e di una tavola con sedie. Al di sopra del solettone di copertura della stazione vi è un grande spazio in pendenza, ricoperto di piastrelle bianche e recintato. Nel 2021 è stato realizzato, sullo spazio del tetto della stazione, un murale che raffigura gli occhi di Giovan Battista Basile, scrittore vissuto a Giugliano nel XVII secolo.
La stazione risulta essere una delle più frequentate della linea, anche se si trova a molta distanza dal centro e mal collegata dal trasporto pubblico, ma è situata al confine con i popolosi comuni di Sant'Antimo e Melito, la cui stazione in costruzione dista poche centinaia di metri.

## Servizi
La stazione dispone di:
- Biglietteria a sportello
- Biglietteria automatica
- Servizi igienici
- Accessibilità per portatori di handicap
- Ascensori e scale mobili

## Interscambi
- Fermata autobus
- Parcheggio di scambio da 250 posti auto[10]

## Galleria d'immagini

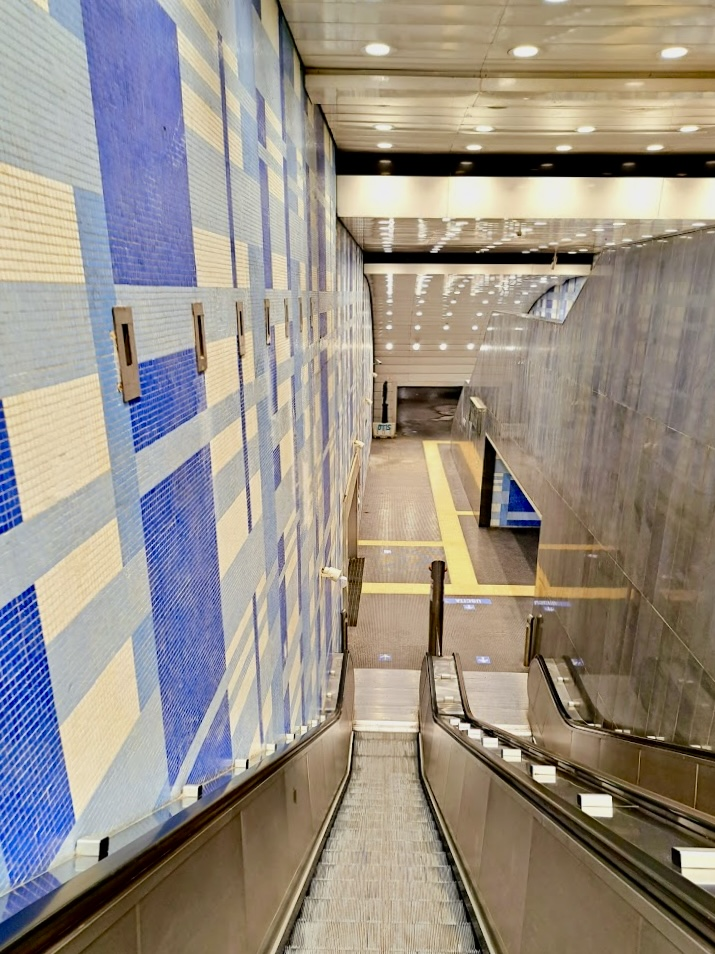
Scale mobili
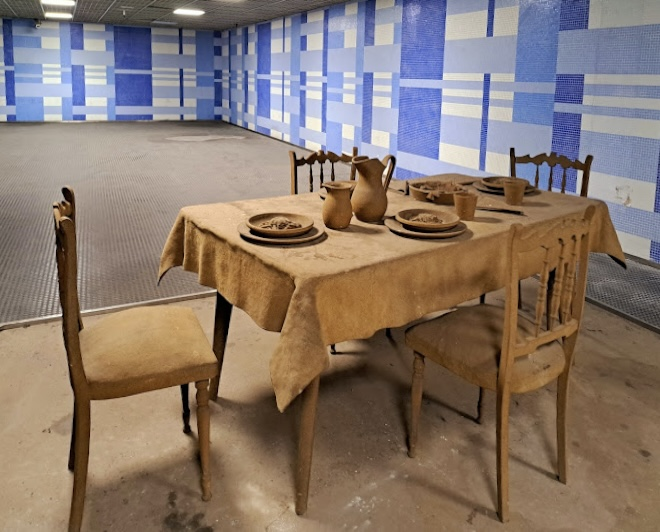
Installazione artistica all'interno della stazione
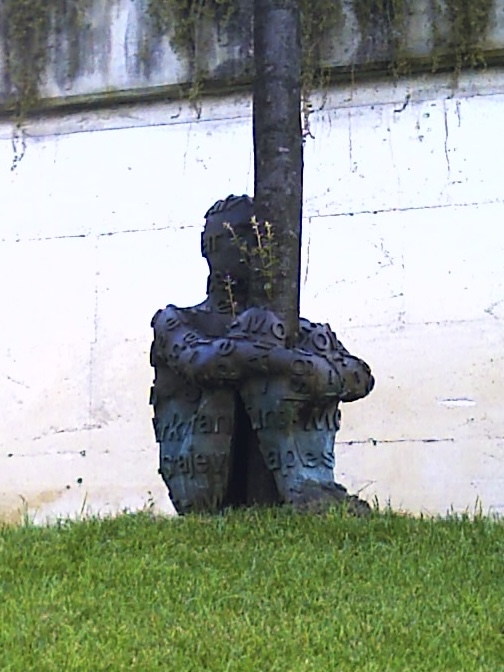
Installazione artistica presso l'esterno della stazione